# Mimotragocephala dujardini
Mimotragocephala dujardini – gatunek chrząszcza z rodziny kózkowatych i podrodziny zgrzypikowych. Jedyny przedstawiciel rodzaju Mimotragocephala.

## Zasięg występowania
Gatunek ten występuje endemicznie Madagaskarze.